# Betula chinensis
Betula chinensis là một loài thực vật có hoa trong họ Betulaceae. Loài này được Maxim. mô tả khoa học đầu tiên năm 1879.